# ...that great October sound
...that great October sound è un album di Thomas Dybdahl uscito il 21 giugno 2004.

## Tracce
1. From Grace – 4:11
2. All's Not Lost – 5:58
3. That Great October Sound – 4:42
4. Life Here Is Gold – 3:04
5. Tomorrow Stays The Same – 4:42
6. Postulate – 2:45
7. Adelaide – 3:21
8. John Wayne – 6:52
9. Love's Lost – 4:04
10. Dreamweaver – 2:36
11. Outro – 5:10
12. I Need Love Baby Love – 4:49
13. The Other Woman – 3:51